# Za'Abeel Park

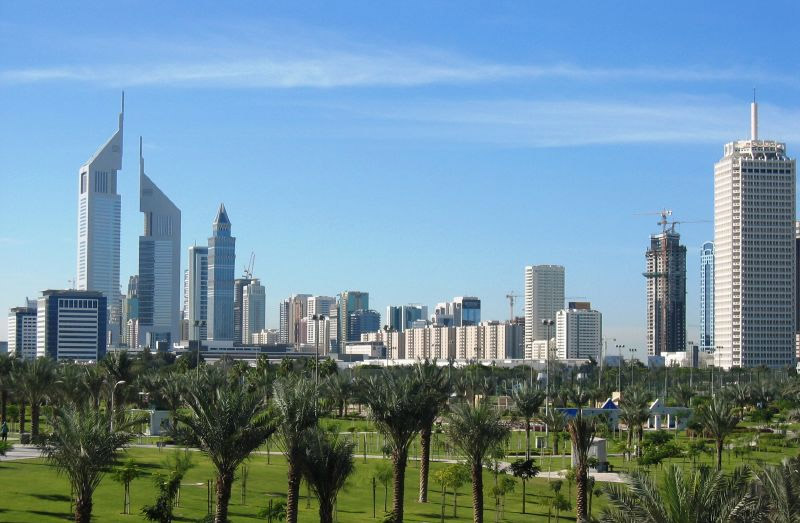
Zicht op het park

Het Za'Abeel Park is een park in Dubai. Het ligt naast de Sheikh Zayed Road en is het eerste technologiepark van het Midden-oosten. Het park bestaat uit drie zones die met voetgangersbruggen zijn verbonden. Deze zones zijn:
- Alternatieve energie
- Communicatietechnologie
- Ruimtedoolhof

Vanuit het park zijn vele wolkenkrabbers te zien en in het park huisvest ook een cricketveld, een voetbalveld, joggingparcours, een fietsparcours en speeltuinen. In het park bevinden zich ook een paar winkels en restaurants.